# John Lyman
Pour les articles homonymes, voir Lyman (homonymie).
John Goodwin Lyman, né à Biddeford le 29 septembre 1886 et mort aux Barbades le 26 septembre 1967, est un artiste peintre paysagiste et professeur québécois d'origine américaine.

## Biographie
Né aux États-Unis, dans l'état du Maine, il arrivera au Québec durant son adolescence, ses parents disposant de la citoyenneté canadienne. Après une éducation à la High School of Montreal et un voyage en Europe du sud et au Proche-Orient avec son père, il s'inscrira à la Hochkiss School au Connecticut. Lyman, en vacances durant l'été 1907 à Paris, découvrira la peinture d'Henri Matisse et le genre du fauvisme, qui exercèrent une grande influence sur sa peinture, au point où il prit part à des cours de l'académie Matisse. Retournant en 1911 au Québec, il se maria et fit exposer sa première exposition solo en 1913 au Musée des beaux-arts du Canada, contenant des œuvres fauvistes,. Faisant face au scandale et à un rejet de la part des critiques de l'époque qui le dégoûtera, il quitta Montréal et se rendit à Paris,. Pendant la Première guerre mondiale, il fut membre de la Croix-Rouge, alternant son lieu de résidence entre la France et la Barbade,. Revenu au pays une deuxième fois en 1931, il fonda l'Atelier avec André Bieler. Son admiration pour les tonalités douces de James Wilson Morrice l'a également guidé, peignant des paysages simplifiés.
Dans le but de sensibiliser le public québécois à l'art moderne, il fonde avec Paul-Émile Borduas la Société d'art contemporain. En 1941, il fait partie de la Première exposition des Indépendants, organisée par le dominicain Marie-Alain Couturier et présentée au Palais Montcalm à Québec.
En 1951, il fut nommé professeur à la Faculté des beaux-arts de l'Université McGill avant de plus tard en devenir le directeur jusqu'à sa retraite en 1958.
Le fonds d'archives de John Lyman est conservé au centre d'archives de Montréal de Bibliothèque et Archives nationales du Québec.

## Œuvres

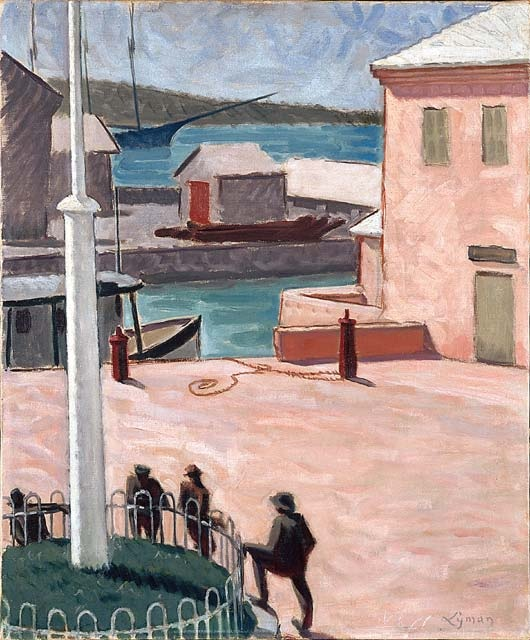
Paysage, Bermudes, 1914
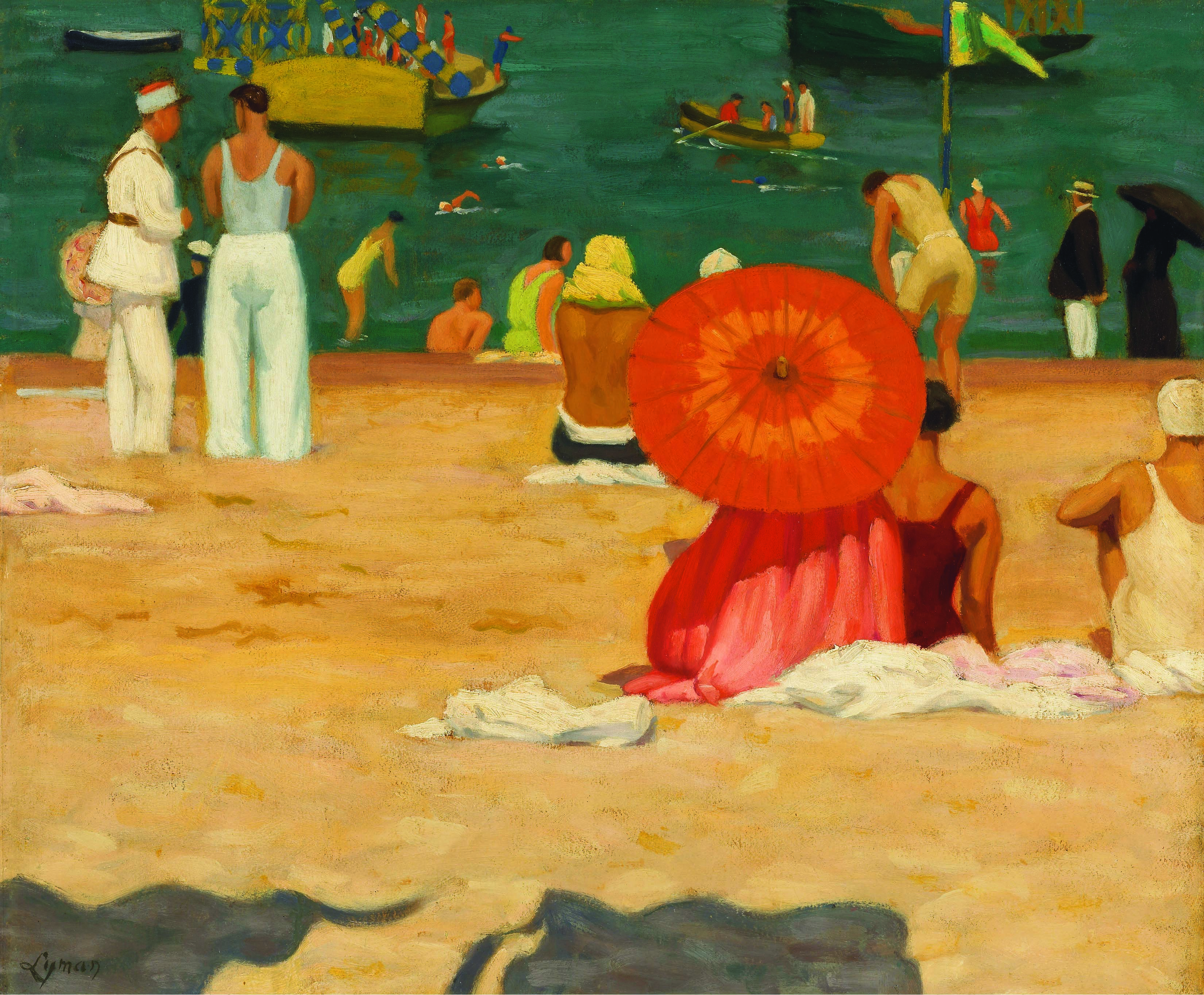
À la plage (Saint-Jean-de-Luz), 1929-1930

- Cinq exemples de ses œuvres
- Trois tableaux
- Œuvres de John Lyman dans les collections du Musée national des beaux-arts du Québec[5]

## Citation
« Où peut-on trouver la maîtrise de soi et la paix nécessaire si ce n'est dans l'art? Tout pessimiste que je suis, mes tableaux sont — sans que ce soit consciemment voulu ou choisi —  aussi ensoleillés et clairs que le pays lui-même; ils apportent lumière et sérénité dans une pièce. »[réf. nécessaire]